# Emelian Pougatchev
« Pougatchev » redirige ici. Pour les autres significations, voir Pougatchev (homonymie).
Emelian Pougatchev (en russe Iemelian Ivanovitch Pougatchiov), nom francisé en Émilien Pougatchëv, ou Émilien Pougatchov,,, né vers 1742 à Zimoveïski-sur-le-Don (Empire russe) et mort le 21 janvier 1775 à Moscou, est un officier (ataman) des cosaques de l'Oural, surtout connu comme le chef de la révolte appelée traditionnellement révolte de Pougatchev sous le règne de l'impératrice Catherine II.
À partir de 1773, Pougatchev conteste en effet la légitimité de Catherine en se présentant comme le tsar Pierre III, brutalement évincé par son épouse en juillet 1762. 
Il rallie à sa cause des cosaques, puis des paysans. Après des succès initiaux, Pougatchev est vaincu par l'armée russe à Tsaritsyne (août 1774). Il est ensuite livré aux autorités (septembre) et conduit à Moscou où il est exécuté.

## Biographie

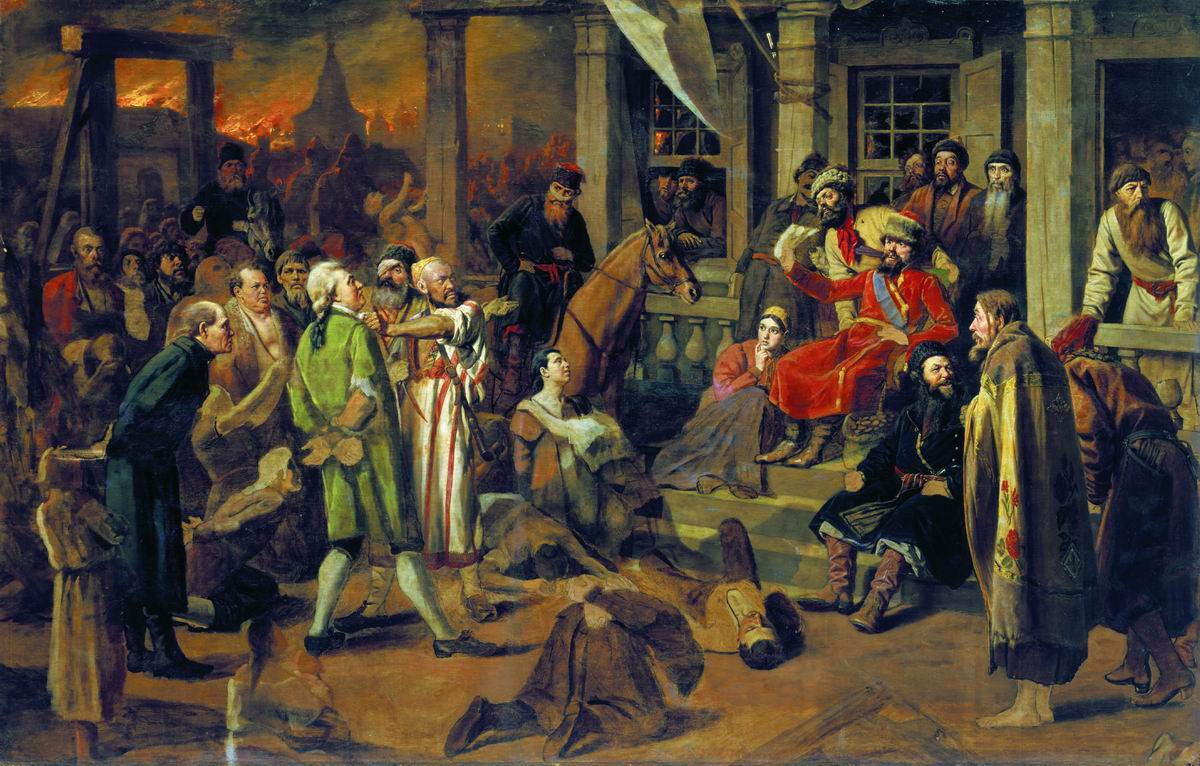
Le Jugement de Pougatchev (1879).

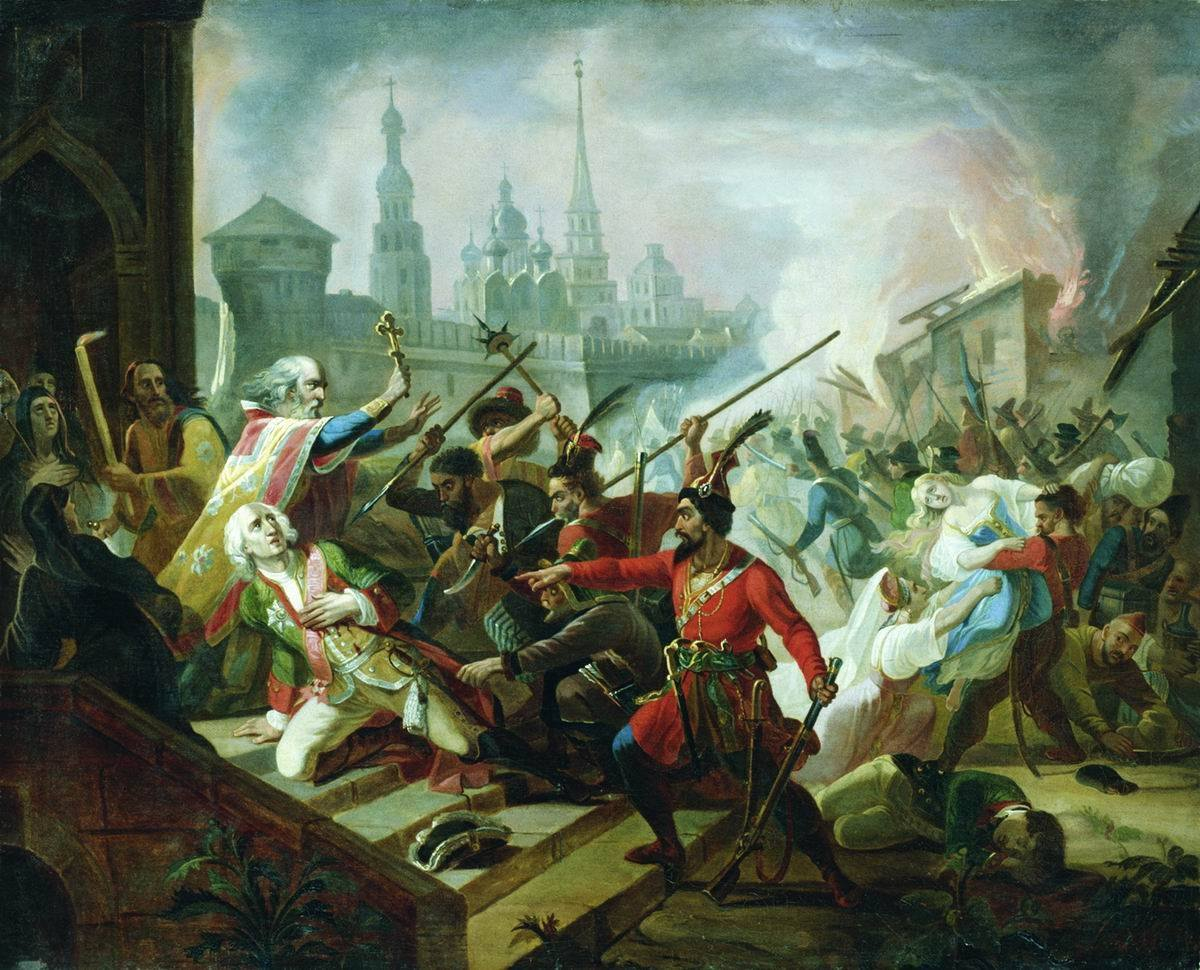
Otto Friedrich von Möller : Assaut de Kazan par Pougachev.

### Famille
Emelian Pougatchev est le fils d'un cosaque du Don, petit propriétaire terrien.
En 1758, il épouse une femme cosaque, Sofia Nedioujeva.  

### Carrière militaire
Il participe alors à la guerre de Sept Ans (commencée en 1756) sous le commandement du comte Zakhar Tchernychev.
Au début de la guerre russo-turque de 1768-1774, Pougatchev, qui est sous-lieutenant des troupes cosaques (khorounji), sert sous le commandement du comte Pierre Panine et prend part au siège de Bender. Il est rendu à la vie civile vers 1770.[réf. nécessaire]

### Années d'errance
Il passe plusieurs années à errer et est à plusieurs reprises mis en prison pour vagabondage. Il fréquente des monastères de vieux-croyants qui exercent sur lui une grande influence. Ils sont hostiles au régime mis en place par Pierre le Grand et poursuivi, voire aggravé par Catherine II.

### La révolte (1773-1775)
En 1773, il proclame qu'il est en réalité l'empereur Pierre III, toujours vivant. Il lance ainsi une insurrection des cosaques du Iaïk, qui déclenche ensuite une jacquerie dans toute la Petite Russie (région de la basse Volga). 
Dans un premier temps, le gouvernement ne prend pas la menace au sérieux et se contente de mettre sa tête à prix. Mais les troupes ralliées à Pougatchev s'emparent des forteresses de l'Oural. Les Bachkirs musulmans dirigés par Salavat Ioulaïev se soulèvent à leur tour et se joignent au mouvement. En mars 1774, la ville d'Orenbourg est assiégée. Dans la région de Nijni Novgorod, les serfs brûlent les manoirs et égorgent les maîtres. 
Le gouvernement se décide finalement à agir. L'armée du général Bibikov reprend Orenbourg et surtout les cosaques, lassés par les excès du nouveau tsar, ne supportent pas de voir leurs intérêts confondus avec ceux des serfs révoltés : ils décident d'en finir avec Pougatchev. En août 1774, le général Ivan Mikhelson lui inflige une défaite décisive près de Tsaritsyne (aujourd'hui Volgograd). 
Pougatchev est livré[pas clair] le 14 septembre. Il est présenté au peuple dans une cage en fer. 

### Mort et funérailles
Conduit à Moscou, il est exécuté en janvier 1775 sur un échafaud dressé place Bolotnaïa à Moscou : il a été prévu de couper d'abord ses quatre membres à la hache, puis de le décapiter, mais finalement il est d'abord décapité, puis démembré.

## Postérité littéraire
- Alexandre Pouchkine a fait de la révolte de Pougatchev le cadre de son roman historique publié en 1836 La Fille du capitaine. Le personnage du cosaque apparaît lui-même dans l'intrigue et sous un jour plus mystérieux qu'antipathique.
- Le poète Sergueï Essénine a écrit un poème dramatique intitulé Pougatchev en 1921.
- Pougatchev apparaît aussi dans le roman de Romain Gary, Les Enchanteurs, publié en 1973.